# Wilhelm von Buttlar
Freiherr Wilhelm Ernst Moritz Ferdinand von Buttlar (aus der Linie Buttlar zu Ziegenberg) (* 30. Mai 1789 in Northeim; † 22. November 1839 in Kassel) war wirklicher Kammerherr,  Hofmarschall und Mitglied der Kurhessischen Ständeversammlung.

## Familie
Wilhelm von Buttlar entstammte dem fränkisch-hessischen Adelsgeschlecht von Buttlar. Er war Sohn von Carl Philipp Wilhelm von Buttlar (1754–1794) und dessen Ehefrau Henriette Auguste Eleonore geb. Wurmb (1768–1794).
Am 22. Januar 1809 heiratete er Friederike Juliane Charlotte Dorothea geb. von Wangenheim (1792–1850). Aus der Ehe stammten die Söhne Adolf Friedrich Gottlob August (1814–1883) und Emil Hans Ernst Georg Friedrich Wilhelm (1817–1895).

## Leben
Wilhelm, Herr auf Ziegenberg, wurde Soldat, zuletzt Major in der hessen-kasselschen Armee.
Im September 1813 erhielt er in Kassel eine westphälische Bestätigung zur Erhebung in den Freiherrenstand.
Wilhelm wurde nach dem Ende des napoleonischen Königreichs Westphalen wirklicher Kammerherr am Hofe des Landgrafen und Kurfürsten Wilhelm I. Später wurde er kurfürstlicher Hofmarschall. 1837 und 1838 hatte er einen Sitz in der Kurhessischen Ständeversammlung, als Stellvertreter des Grafen von Ysenburg-Büdingen.